# Medaglia Haskins

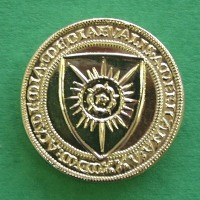
La Medaglia Haskins

La Medaglia Haskins è un riconoscimento annuale della Medieval Academy of America (MAA) per la migliore monografia di studi medievistici.

## Storia
La prima edizione del premio fu nel 1940, quando la medaglia fu nominata in onore dello storico medievista Charles Homer Haskins, uno dei soci fondatori della MAA, nonché suo secondo presidente. Il nome del vincitore viene annunciato in occasione della riunione annuale che si svolge in primavera.
La medaglia, progettata da Graham Carey nel '39, sul lato verso riporta il nome del vincitore e l'anno di assegnazione.

## Vincitori
La Medaglia Haskins è stata vinta dai seguenti studiosi:
- 2016: Francis Oakley, The Emergence of Western Political Thought in the Latin Middle Ages, Yale University Press, 2010-15.[4][5][6][7][8]
- 2015: Charles Atkinson, The Critical Nexus: Tone-System, Mode, and Notation in Early Medieval Music, Oxford, 2009.[9][10][11][12]
- 2014: Ronald G. Witt, The Two Latin Cultures and the Foundation of Renaissance Humanism in Medieval Italy, Cambridge University Press, 2012.[13][14][15][16]
- 2013: John Van Engen, Sisters and Brothers of the Common Life: The Devotio Moderna and the World of the Later Middle Ages, University of Pennsylvania Press, 2008.[17][18][19][20]
- 2012: Richard William Pfaff, The Liturgy in Medieval England: A History, Cambridge: Cambridge University Press, 2009.[21][22][23][24]
- 2011: Caroline Walker Bynum, Wonderful Blood: Theology and Practice in Late Medieval Northern Germany and Beyond, University of Pennsylvania Press, 2007.[25][26][27][28]
- 2010: Kathryn Kerby-Fulton, Books under Suspicion: Censorship and Tolerance of Revelatory Writing in Late Medieval England, University of Notre Dame Press, 2006.[29][30][31][32]
- 2009: Barbara Newman, God and the Goddesses: Vision, Poetry, and Belief in the Middle Ages, University of Pennsylvania Press, 2003.[33][34][35][36]
- 2008: Charles B. McClendon, The Origins of Medieval Architecture: Building in Europe, A.D. 600-900, Yale University Press, 2005.[37][38][39][40]
- 2007: Thomas F. Madden, Enrico Dandolo and the Rise of Venice, Johns Hopkins University Press, 2003.[41][42][43][44]
- 2006: Anne Walters Roberston|Anne Walters Robertson, Guillaume de Machaut and Reims: Context and Meaning in His Musical Works, Cambridge University Press, 2002.[45][46][47][48]
- 2005: Michael McCormick, Origins of the European Economy: Communications and Commerce, A.D. 300-900, Cambridge University Press, 2001[49][50][51][52]
- 2004: Peter Fergusson and Stuart Harrison, Rievaulx Abbey: Community, Architecture, Memory. New Haven, Conn.: Yale University Press, 1999[53][54][55][56]
- 2003: Mary J. Carruthers, The Craft of Thought: Meditation, Rhetoric, and the Making of Images, 400 - 1200. Cambridge, Eng.: Cambridge University Press, 1998[57][58][59][60]
- 2002: Paul Freedman, Images of the Medieval Peasant. Stanford University Press, 1999.[61][62][63][64]
- 2001: Brian Tierney, The Idea of Natural Rights: Studies on Natural Rights, Natural Law and Church Law, 1150–1625. Atlanta: Scholars Press, 1997.[65][66][67][68][69]
- 2000: William Chester Jordan, The Great Famine: Northern Europe in the Early Fourteenth Century. Princeton, N.J.: Princeton University Press, 1996.[70][71][72]
- 1999: Jaroslav Folda, The Art of the Crusaders in the Holy Land, 1098–1187. Cambridge, Eng.: Cambridge University Press, 1995.[73][74][75][76]
- 1998: Marcia L. Colish, Peter Lombard. 2 vols. Leiden: E. J. Brill, 1994.[77][78][79]
- 1997: Robert Deshman, The Benedictional of Æthelwold. Princeton: Princeton University Press, 1995.[80]
- 1996: Siegfried Wenzel, Macaronic Sermons: Bilingualism and Preaching in Late-Medieval England. Ann Arbor: University of Michigan Press, 1994.[81][82][83][84]
- 1995: J. N. Hillgarth, Readers and Books in Majorca, 1229–1550. Paris: C.N.R.S., 1991.[85][86][87]
- 1994: Karl F. Morrison, Understanding Conversion. Charlottesville: University Press of Virginia, 1992.[88][89][90][91]
- 1993: Madeline H. Caviness, Sumptuous Arts at the Royal Abbeys in Reims and Braine: Ornatus elegantiae, varietate stupendes. Princeton: Princeton University Press, 1990.[92][93]
- 1992: Paul Oskar Kristeller, Iter Italicum: A Finding List of Uncatalogued or Incompletely Catalogued Humanistic Manuscripts of the Renaissance in Italian and Other Libraries. Vols. 4 and 5. London: The Warburg Institute; Leiden: E. J. Brill, 1989, 1990.[94][95][96][97]
- 1991: Walter Goffart, The Narrators of Barbarian History (A.D. 550–800): Jordanes, Gregory of Tours, Bede, and Paul the Deacon. Princeton: Princeton University Press, 1988.[98][99][100][101]
- 1990: John W. Baldwin, The Government of Philip Augustus: Foundations of French Royal Power in the Middle Ages. Berkeley: University of California Press, 1986.[102][103][104]
- 1989: Thomas N. Bisson, Fiscal Accounts of Catalonia under the Early Count-Kings (1151–1213). 2 vols. Berkeley: University of California Press, 1984.[105][106][107]
- 1988: Herbert Bloch, Monte Cassino in the Middle Ages. Rome: Edizioni di Storia e Letteratura; Cambridge, Mass.: Harvard University Press, 1986.[108][109][110][111]
- 1987: Joseph R. Strayer, The Reign of Philip the Fair. Princeton: Princeton University Press, 1980.[112][113]
- 1986: William Roach, The Continuations of the Old French "Perceval” of Chrétien de Troyes. 5: The Third Continuation by Manessier. Philadelphia: American Philosophical Society, 1983.
- 1985: Jaroslav Pelikan, The Christian Tradition: A History of the Development of Doctrine. 3: The Growth of Medieval Theology (600–1300). 4: Reformation of Church and Dogma (1300–1700). Chicago: University of Chicago Press, 1978, 1984.[114][115][116][117]
- 1984: Stanley B. Greenfield and Fred C. Robinson, A Bibliography of Publications on Old English Literature to the End of 1972. Toronto: University of Toronto Press, 1980.[118]
- 1983: Jean Bony, The English Decorated Style: Gothic Architecture Transformed, 1250–1350. Oxford: Phaidon Press, 1979.[119][120][121][122]
- 1982: Richard Krautheimer, Rome, Profile of a City, 312–1308. Princeton: Princeton University Press, 1980.[123][124][125][126]
- 1981: nessun premio assegnato
- 1980: Kenneth M. Setton, The Papacy and the Levant (1204–1571). 2 vols. Philadelphia: American Philosophical Society, 1976, 1978.[127]
- 1979: George P. Cuttino, Gascon Register A (Series of 1318–1319). Edited with J.-P. Trabut-Cussac. 3 vols. London: Oxford University Press, 1975, 1976.[128]
- 1978: George Kane and E. Talbot Donaldson, Piers Plowman: The B Version. Will’s Vision of Piers Plowman, Do-Well, Do-Better and Do-Best. London: Athlone Press, 1975.[129]
- 1977: Charles S. Singleton, Decameron: Edizione diplomatico-interpretativa dell’autografo Hamilton 90. Baltimore: Johns Hopkins University Press, 1974.
- 1976: Robert I. Burns, S.J., Islam under the Crusaders: Colonial Survival in the Thirteenth-Century Kingdom of Valencia. Princeton: Princeton University Press, 1973.[130][131]
- 1975: Speros Vryonis, Jr., The Decline of Medieval Hellenism in Asia Minor and the Process of Islamization from the Eleventh through the Fifteenth Century. Berkeley: University of California Press, 1971.[132]
- 1974: Kurt Weitzmann, Studies in Classical and Byzantine Manuscript Illumination. Chicago: University of Chicago Press, 1971.
- 1973: S. D. Goitein, A Mediterranean Society: The Jewish Communities of the Arab World as Portrayed in the Documents of the Cairo Geniza. 1: Economic Foundations. 2: The Community. Berkeley: University of California Press, 1967, 1971.[133][134][135]
- 1972: Kenneth J. Conant, Cluny: Les églises et la maison du chef d’ordre. Cambridge, Mass.: Mediaeval Academy of America, 1968.
- 1971: S. Harrison Thomson, Latin Bookhands of the Later Middle Ages, 1100–1500. Cambridge, Eng.: Cambridge University Press, 1969.[136]
- 1970: Robert Brentano, Two Churches: England and Italy in the Thirteenth Century. Berkeley: University of California Press, 1968.[137]
- 1969: Giles Constable, The Letters of Peter the Venerable. 2 vols. Cambridge, Mass.: Harvard University Press, 1967.[138][139]
- 1968: Marshall Clagett, Archimedes in the Middle Ages. 1: The Arabo-Latin Tradition. Madison: University of Wisconsin Press, 1964.[140]
- 1967: O. B. Hardison, Jr., Christian Rite and Christian Drama in the Middle Ages: Essays in the Origin and Early History of Modern Drama. Baltimore: Johns Hopkins University Press, 1965.[141]
- 1966: Gaines Post, Studies in Medieval Legal Thought, Public Law and the State, 1100–1322. Princeton: Princeton University Press, 1964.[142]
- 1965: Morton W. Bloomfield, Piers Plowman as a Fourteenth-Century Apocalypse. New Brunswick: Rutgers University Press, 1962.[143]
- 1964: Pearl Kibre, Scholarly Privileges in the Middle Ages: The Rights, Privileges, and Immunities of Scholars and Universities at Bologna, Padua, Paris, and Oxford. Cambridge, Mass.: Mediaeval Academy of America, 1962.[144]
- 1963: Paul Frankl, The Gothic: Literary Sources and Interpretations through Eight Centuries. Princeton: Princeton University Press, 1960.[145]
- 1962: Erwin Panofsky, Renaissance and Renascences in Western Art. Stockholm: Almqvist and Wiksell, 1960.[146]
- 1961: Gerhart B. Ladner, The Idea of Reform: Its Impact on Christian Thought and Action in the Age of the Fathers. Cambridge, Mass.: Harvard University Press, 1959.[147]
- 1960: Francis Dvornik, The Idea of Apostolicity in Byzantium and the Legend of the Apostle Andrew. Cambridge, Mass.: Harvard University Press, 1958.[148]
- 1959: Ernst H. Kantorowicz, The King’s Two Bodies: A Study in Mediaeval Political Theology. Princeton: Princeton University Press, 1957.[149]
- 1958: Ernest Hatch Wilkins, Studies in the Life and Works of Petrarch. Cambridge, Mass.: Mediaeval Academy of America, 1955.[150]
- 1957: Elias A. Lowe, Codices Latini Antiquiores: A Palaeographical Guide to Latin Manuscripts Prior to the Ninth Century. Vols. 1–7. Oxford: Clarendon Press, 1934–56.
- 1956: Ernest A. Moody, Truth and Consequence in Mediaeval Logic. Ámsterdam: North-Holland Publishing Co., 1953.[151][152][153][154]
- 1955: George H. Forsyth, Jr., The Church of St. Martin at Angers: The Architectural History of the Site from the Roman Empire to the French Revolution. Princeton: Princeton University Press, 1953.
- 1954: nessun premio assegnato
- 1953: Millard Meiss, Painting in Florence and Siena after the Black Death. Princeton: Princeton University Press, 1951.[155][156][157]
- 1952: Alexander A. Vasiliev, Justin the First: An Introduction to the Epoch of Justinian the Great. Cambridge, Mass.: Harvard University Press, 1950.[158]
- 1951: Roger Sherman Loomis, Arthurian Tradition and Chrétien de Troyes. New York: Columbia University Press, 1949.[159]
- 1950: Raymond de Roover, Money, Banking and Credit in Mediaeval Bruges. Cambridge, Mass.: Mediaeval Academy of America, 1948.[160][161][162]
- 1949: George Sarton, Introduction to the History of Science. 3: Science and Learning in the Fourteenth Century. Baltimore: The Carnegie Institution, 1948.[163][164][165][166]
- 1948: nessun premio assegnato
- 1947: nessun premio assegnato
- 1946: Jonathan Burke Severs, The Literary Relationships of Chaucer’s Clerk’s Tale. New Haven: Yale University Press, 1942.
- 1945: George E. Woodbine, Bracton, De Legibus et Consuetudinibus Angliae. Vol. 4. New Haven: Yale University Press, 1942.[167][168]
- 1944: nessun premio assegnato
- 1943: Donald Drew Egbert, The Tickhill Psalter and Related Manuscripts. New York: New York Public Library, 1940.[169]
- 1942: John M. Manly and Edith Rickert, The Text of the Canterbury Tales Studied on the Basis of All Known Manuscripts. 8 vols. Chicago: University of Chicago Press, 1940.
- 1941: William E. Lunt, Financial Relations of the Papacy with England to 1327. Cambridge, Mass.: Mediaeval Academy of America, 1939.[170]
- 1940: Bertha Haven Putnam, Proceedings before the Justices of the Peace in the Fourteenth and Fifteenth Centuries, Edward III to Richard III. London: Spottiswoode, Ballantyne and Co., 1938.[171]